# جورج ديليريي
جورج ديليريي (بالفرنسية: Georges Delerue )‏ (و. 1925 – 1992 م) هو ملحن، ومؤلفو موسيقى تصويرية، وموسيقي فرنسي، ولد في مدينة روبيه، توفي في لوس أنجلوس، عن عمر يناهز 67 عاماً.

## جوائز وترشيحات
حصل على جوائز منها:
جوائز
- جائزة الأوسكار لأفضل موسيقى تصويرية، عن عمل: قصة حب قصيرة (1979)
- جائزة روما (1949)

ترشيحات
- جائزة الأوسكار لأفضل موسيقى تصويرية
- جائزة الأوسكار لأفضل موسيقى تصويرية، عن عمل: جوليا
- جائزة الأوسكار لأفضل موسيقى تصويرية، عن عمل: قصة حب قصيرة

ترشح لـ:
- جائزة الأوسكار لأفضل موسيقى تصويرية دراماتيكية أصلية، عن عمل: The Day of the Dolphin [الإنجليزية]‏
- جائزة الأوسكار لأفضل موسيقى تصويرية، عن عمل: Agnes of God (film) [الإنجليزية]‏
- جائزة الأوسكار لأفضل موسيقى تصويرية، عن عمل: قصة حب قصيرة
- جائزة الأوسكار لأفضل موسيقى تصويرية، عن عمل: جوليا
- جائزة الأوسكار لأفضل قطعة موسيقية في فيلم غير موسيقي، عن عمل: آن ذات الألف يوم.

## وصلات خارجية
- جورج ديليريي على موقع IMDb (الإنجليزية)
- جورج ديليريي على موقع ألو سيني (الفرنسية)
- جورج ديليريي على موقع ميوزك برينز (الإنجليزية)
- جورج ديليريي على موقع أول موفي (الإنجليزية)
- جورج ديليريي على موقع قاعدة بيانات برودواي على الإنترنت (الإنجليزية)
- جورج ديليريي على موقع قاعدة بيانات الأفلام السويدية (السويدية)
- جورج ديليريي على موقع إن إن دي بي (الإنجليزية)
- جورج ديليريي على موقع أول ميوزيك (الإنجليزية)
- جورج ديليريي على موقع ديسكوغز (الإنجليزية)
- جورج ديليريي على موقع قاعدة بيانات الفيلم (الإنجليزية)